# جعفر البرزنجي
جعفر البرزنجي (ولد في 1128 هـ / 1716م في المدينة المنورة وتوفي فيها في 1177 هـ / 1764 م)؛ واسمه الإمام السيد جعفر بن حسن بن عبد الكريم بن السيد محمد بن عبد الرسول البرزنجي الحسيني المدني الشافعي. ولد في شهر شعبان 1128 هـ / 1716 م في مدينة المدينة المنورة. كان والده محاضرًا في مسجد الصديق في المدينة المنورة ويشرف على أوقافه؛ بينما كان جده الأكبر ينحدر من شهرزير في كردستان، وقضى سنوات في البحث عن المعرفة في همدان وبغداد ودمشق واسطنبول والقاهرة، قبل أن يستقر في المدينة المنورة.

## التعليم والمنح الدراسية
درس البرزنجي أولاً تحت والده وعم والده، ثم تحت يد علماء آخرين في المدينة المنورة. لقد كان موسوعي يتقن العديد من التخصصات، بما في ذلك: تحفيظ القرآن، قراءاته المورفولوجية، التشكل، بناء الجملة، المنطق، الخطابة، الميراث، الخط العربي، الحساب، القانون، الفق، الميتافيزيقيا، الفلسفة، الهندسة، علم الفلك، الأدب، علم اللغة اللاهوت، المعجم، السيرة الذاتية، النقد النبوي (الأحاديث) النقد، وتفسير القرآن.

## المهنة والتخصص
برع البرزنجي بشكل خاص في الخطابة والتكوين، وسرعان ما أصبح معروفًا كموعظ وإمام ومدرس في المسجد النبوي محمد في المدينة المنورة ابتداءً من شهر رمضان في عام 1159 هـ / 1746 م. حاضر في قانون المدارس الفقهية الأربع (المذهب)، وكان مؤهلاً لتقديم الفتاوى القانونية (الفتوى) وفقًا لها جميعًا. وتولى في وقت لاحق منصب أعلى سلطة قضائية (مفتي) للشافعيين في المدينة المنورة، خدم فيها حتى وفاته.

## أسلوب حياته
مارس البرزنجي التخلّي الدنيوي (زهد) لأكثر من عشرين عامًا. ومع ذلك، كانت عاداته في ارتداء ملابس العلماء. لقد اجتذب العديد من الطلاب من المدينة المنورة والخارج بسبب اتساع نطاق المنحة الدراسية، وتميز محاضراته ومهاراته في النقاش العلمي. يوصف بأنه كان لديه إطار رفيع وصوت قوي. كما أنه كان بارعًا في عدد من اللغات، مما أتاح له استشارة علماء من جميع أنحاء العالم بشأن الأمور الصعبة.

## موته ونسله
توفي عام 1177 هـ / 1764 م، ودُفن في مقبرة البقيع في مدينة المدينة المنورة. نسله لا يزالون يعيشون في مدينة المدينة المنورة حتى يومنا هذا.

## أعماله
تشمل مؤلفاته المؤلفة، والتي فقدت الكثير منها منذ ذلك الحين، ما يلي:
- العقد المرصع بالجواهر لميلاد النبي المتقاعد (عقد الجوهر في مولد النبي الأزهر)
- قصة المولد النبوي (قصة المولد النبوي)
- قصة الصعود السماوي (قلعة المعراج)
- فرع الوردة: تقاليد بشأن المهدي (الغين الوردي في أخبار السيد المهدي)
- الصفات الفاضلة لسيد الشهداء سيدنا حمزة (مناقب سيد الشهداء سيدنا حمزة)
- الحصاد الوفير: الصفات الفاضلة لعبد القادر الجعلاني (الجاني الداني في مناقب الشيخ عبد العزيز الجليلاني)
- مزيل الكآبة: فيما يتعلق بصحبة سيد غير العرب والعرب (جلية الكراب بن عاب سيد الأعجم والعرب)
- رسالة بولس الرسول فيما يتعلق بأسماء أهل بدر وأهل العود (رسالة في البدريين والعيدين)
- قطف الزهور: فيما يتعلق بنتائج الرحلة والسفر (تقاطع الزهر من نتاج الريح والسفر)،وآخرين.